# 1891 au Manitoba
Chronologie du Manitoba
- 1887
- 1888
- 1889
- 1890
- 1891
- 1892
- 1893
- 1894
- 1895

Cette page concerne des événements survenus en 1891 dans la province canadienne du Manitoba.

## Politique
- Premier ministre : Thomas Greenway
- Chef de l'Opposition :
- Lieutenant-gouverneur : John Christian Schultz
- Législature :

## Naissances
- 8 mai : Herbert Martin Gardiner (né à Winnipeg — décédé le 11 janvier 1972), joueur canadien professionnel de hockey sur glace[1].

- 21 décembre : John Hamilton Roberts, né à Pipestone (décédé en 1962), militaire canadien.